# Archambaud de Foix-Navailles
Pour les articles homonymes, voir Archambaud de Foix.
Archambaud de Foix, sire de Navailles, mort en 1419, après le 10 septembre à Montereau, est un conseiller et chambellan de Jean sans Peur, duc de Bourgogne.

## Biographie
Troisième des cinq fils nés du mariage d'Archambaud de Grailly, captal de Buch et comte de Foix (1398) et d'Isabelle, comtesse de Foix, il se vit attribuer pour héritage la baronnie de Navailles, l'une des plus puissantes du Béarn, qui venait de l'héritage de sa grand-mère Géraude de Navailles, mère d'Isabelle de Foix.
Dans le cadre de la guerre civile qui opposa les Armagnacs aux Bourguignons à compter de 1407, les comtes de Foix, qu'une longue rivalité opposait aux comtes d'Armagnac, furent conduits à prendre le parti du camp bourguignon. À la suite du traité d'alliance conclu à Paris entre le comte Archambaud et Jean sans Peur, duc de Bourgogne le 12 février 1409, ce dernier prit à son service certains membres de la famille du comte de Foix afin de resserrer les liens entre les deux maisons. Mathieu, frère puiné d'Archambaud, apparaît dès 1410 dans son entourage et est retenu comme conseiller et chambellan du duc. Archambaud lui-même est nommé à son tour conseiller et chambellan de Jean sans Peur en 1418, avec une pension de 200 livres,.
En septembre 1418, le seigneur de Navailles participe dans la suite bourguignonne aux négociations visant à réconcilier le duc de Bourgogne et le dauphin Charles et qui se concluent par le traité de Saint-Maur. Le 13 septembre, avec Charles de Bourbon et Philippe de Saint-Pol, il accompagne le duc à une assemblée sur le pont de Charenton qui réunit des représentants de tous les partis.
Le 10 septembre 1419, il figure parmi les dix seigneurs désignés par le duc de Bourgogne pour l'accompagner à l'entrevue qu'il doit avoir avec le dauphin de France sur le pont de Montereau et qui se termine par l'assassinat de Jean sans Peur. Au moment de l'attaque du duc par les hommes du dauphin, la surprise est telle dans le camp bourguignon que seuls trois des hommes de l'escorte ducale ont le temps de réagir. Parmi ceux-ci, Archambaud de Foix tente de s'interposer entre Jean sans Peur et ses assassins et d'arracher une dague que Guillaume de Narbonne tenait à la main. Il reçoit cependant à la tête un coup de hache qui le blesse mortellement et il succombe à ses blessures quelques jours plus tard. Quelques-uns de ses serviteurs le font alors inhumer dans la collégiale Notre-Dame de Montereau, dans une chapelle latérale située à droite du chœur. En 1420, après la reprise de Montereau par les Bourguignons, le nouveau duc Philippe le Bon fait exhumer les corps du duc Jean et d'Archambaud de Foix dans la nuit du 24 juin et les fait inhumer dans la chartreuse de Champmol, le 12 juillet suivant.